# Croton scutatus
Croton scutatus là một loài thực vật có hoa trong họ Đại kích. Loài này được P.E.Berry mô tả khoa học đầu tiên năm 1998.